# Saadhak
Matias "Saadhak" Delipetro (Argentina, 8 de março de 1997) é um jogador profissional de eSports campeão mundial de Valorant pela LOUD e influenciador, que possui mais de 1 milhão de seguidores e 50 milhões de visualizações acumuladas em suas redes sociais. Em 2023, foi eleito o MVP (Most Valuable Player) na final do VCT Américas 2023 e melhor IGL (In-Game Leader) do ano na região das Américas.

## Biografia
Matias Delipetro, assim como a maioria dos jovens da segunda década do novo milênio (2010-2019), gostava de jogar em computadores nas lan houses. Seu primeiro contato com a competitividade em jogos digitais, embora de forma casual, aconteceu no jogo Counter-Strike 1.6 contra outros jogadores presentes na LAN, o que era bastante comum na época. Seu interesse por eSports surgiu por meio do time SK Gaming de Counter-Strike 1.6, ele conta os detalhes em uma entrevista produzida pela Riot Games chamada ""Saber ganhar" - Saadhak, Vikings" , na qual declara: “Eu via os caras participando, naquele patamar, com aqueles monitores de tubo, e falava ‘eu quero isso aí’”, satirizando uma voz fina de criança. “Eu tinha muita vontade de ter um time, de treinar. Fiz alguns times, só que era todo mundo newba, então não dava”, brinca.
Através documentário UNTOLD: SAADHAK produzido pela Riot Games, Matias explica que possui uma condição anatômica chamada popularmente de Pé chato, que causa desconforto frequentes no corpo quando ele é exposto a longos períodos em pé, e fala da dificuldade de trabalhar em serviços que exigiam essas condições.

Ainda através do documentário Jorge Delipetro (pai de Saadhak) explica a origem da palavra Saadhak:
Alguns fatos adicionais sobre Matias "Saadhak" Delipetro:
- Fala 3 idiomas fluentemente: Espanhol, Inglês e Português. No final de 2024, em uma livestream, Saadhak pediu que seus seguidores indicassem professores de coreano, possivelmente sua nova língua de interesse.
- Em todas as ocasiões, Saadhak usa um colar com pequenas esferas marrons, possivelmente feitas de madeira. A história por trás é explicada por ele mesmo em um vídeo em suas redes sociais, onde diz: "O colar significa muita coisa, proteção. Esse foi o presente do meu pai, muito importante para mim quando fui para os Estados Unidos pela primeira vez; presente de um homem dizendo que ele vai estar sempre comigo, algo assim." Ele reflete: "Acho que ele deu quando eu tinha 19 anos."
- Matias Delipetro conheceu Ianca Fonseca em 2019 através do jogo Paladins, onde começaram a namorar. Na época, Saadhak não sabia falar português; ele afirmou várias vezes em transmissões ou em vídeos que ela foi o principal motivo para ele aprender Português. Estão casados desde 2023.
- Embora não tenha nascido no Brasil e nem tenha se naturalizado, Saadhak tem bastante afeto pelo país e, em algumas situações, até se confunde como Brasileiro. Ele afirma que há muitas semelhanças entre argentinos e brasileiros e que acredita que a única diferença de fato é a barreira linguística. A sua paixão pelo Brasil se deve a diversos fatores pessoais, mais ele afirma que o principal foi a forma como os brasileiros acolheram o argentino e valorizam seu trabalho, sendo até mesmo aclamado de "pai" pela torcida.

## Carreira
2017 - 2019
Saadhak começou a jogar profissionalmente Paladins em 2017 pela organização argentina Nocturns Gaming. Ao longo dos próximos 2 anos, Saadhak passou por diversas outras organizações dentro do mesmo cenário competitivo até chegar à Spacestation Gaming em 2019, onde alcançaram a vaga para o Paladins World Championship, conquistando 4º lugar do campeonato mundial.
Em julho de 2019, ocorreu o lançamento do novo FPS da Riot Games, o Valorant, um jogo que estava ganhando fama crescente e desenvolvendo o cenário competitivo. Saadhak passou a se interessar pelo novo FPS e, no final de 2019, anunciou sua saída do competitivo e aposentadoria do MOBA da Hi-Rez Studios.
2020
O pontapé inicial na carreira do argentino foi dado novamente, agora com Valorant, por meio da organização argentina/mexicana Estral Esports, composta no período pelos jogadores Matias "Saadhak" Delipetro, Agustin "Nozwerr" Ibarra, Nahuel "Puleule" Pulella, Leandro "Leazo" Liset e Juan Pablo "NagZ" López. Ao longo de 2020, a Estral Esports participou de 12 campeonatos de Tier-B e Tier-C, conquistando o 1º lugar em 9 deles e ficando em 2º lugar ou em posições inferiores em apenas 3. Esse feito chamou bastante a atenção de outras organizações interessadas no novo cenário competitivo da Riot Games. Possivelmente, esse foi um dos principais fatores que contribuíram para a saída e mudança de time de todos os jogadores.
2021
A partir deste ano, a Riot Games, criadora do Valorant, começou a administrar os campeonatos de Tier-B, Tier-A e Tier-S, denominando-os VCT (Valorant Challengers Tour), dividido em três níveis: Challengers (confrontos regionais), Masters (confrontos internacionais com participação dos melhores times de cada região) e Champions (campeonato final de maior nível). Desse modo, o número de torneios distintivos em que as organizações participavam reduziu drasticamente, e a atenção foi focalizada nesse novo formato.
Saadhak recebeu uma proposta para integrar a Team Vikings como IGL da equipe, ao lado dos jogadores Gustavo "Sacy" Rossi, Leandro "Frz" Gomes, Gustavo "Gtnzin" Moura e Gabriel "Sutecas" Dias. Ao longo de 2021, obtiveram ótimos resultados, destacando-se como campeões no VCT 2021: Brazil Stage 1 Masters e no VCT 2021: Brazil Stage 2 Challengers Finals, além de se classificarem para o VCT 2021: Stage 2 Masters - Reykjavík e para o VALORANT Champions 2021.
Na janela de transferência que ocorre no final do ano, Saadhak manifestou o desejo de fechar um acordo com MIBR. Contudo, Sacy pediu que Saadhak esperasse um pouco mais antes de tomar uma decisão e ouvisse outras propostas, em especial do Jean Ortega, um dos sócios fundadores da LOUD emergente organização com números incríveis. Eles imaginaram que não bastaria ter boas propostas contratuais vindo das organizações; era necessário algo mais. Esse fator determinante, segundo declarações de Sacy e Saadhak, foi o peso da torcida que a LOUD tinha.
2022
O acordo foi fechado, e Saadhak foi oficialmente anunciado em 3 de fevereiro de 2022 como IGL do primeiro time de Valorant da LOUD, formado por Matias "Saadhak" Delipetro, Gustavo "Sacy" Rossi, Bryan "pANcada" Luna, Erick "Aspas" Santos e Felipe "Less" Basso. Ao longo do ano de 2022, a equipe demonstrou todo o seu potencial em 31 jogos, onde 27 foram vitórias e apenas 4, derrotas. Eles se tornaram campeões do VCT 2022: Brazil Stage 1 Challengers, VCT 2022: Brazil Stage 2 Challengers e VALORANT Champions 2022, conquistando também o 2º lugar no VCT 2022: Stage 2 Masters - Copenhagen.
2023
Em 2023, a Riot Games fez alterações no formato das competições do VCT (Valorant Challengers Tour), dividindo-as em regiões denominadas Américas (América do Sul, Central e do Norte), EMEA (Europa, Oriente Médio e África) e Pacífico (Sudeste Asiático e Japão). Saadhak decidiu renovar como IGL da LOUD, porém a equipe sofreu alterações em sua composição. Gustavo "Sacy" Rossi e Bryan "pAncada" Luna deixaram a equipe para se juntar à organização Sentinels, sendo substituídos por duas promessas do cenário brasileiro: Arthur "Tuyz" Vieira e Cauan "Cauanzin" Pereira. A LOUD novamente chegou ao topo, consagrando-se campeã no VCT 2023: Americas League, mas ficou em 2º lugar no VCT 2023: LOCK//IN São Paulo, fato que deixou Saadhak  triste por não conquistar o 1º lugar em estando em casa.
2024
Com o bom desempenho do ano anterior e mesmo com a saída de Erick "Aspas" Santos  durante a janela de transferência no final de 2023, Saadhak decidiu renovar com a LOUD até 2025. Em um vídeo nas suas redes sociais ele declarou estar bastante cansado de lidar com diversas tarefas do time e não somente cumprir com sua função, pedindo ajuda à LOUD e aos coaches.
Para substituir Erick "Aspas" Santos, Gabriel "QcK" Lima  foi chamado com a proposta de ocupar o cargo de jogador flex (jogador que ocupa mais de uma função dentro do jogo). A estratégia da LOUD era formar um time que não dependesse exclusivamente do desempenho de um jogador, como havia ocorrido nos anos anteriores. Contudo, o projeto não trouxe resultados significativos na visão da torcida, e a LOUD sofreu pressão externa para amenizar o clima. Assim, Gabriel "QcK" Lima foi removido com menos de 6 meses na organização, e Bryan "pAncada" Luna retornou à equipe.
O resultado não foi o esperado, pois pAncada é um jogador controlador, ocupando a mesma função que Tuyz já estava desempenhando. Para tentar uma solução, seria necessário que alguém assumisse a posição de duelista. Antes de chegar à LOUD, Tuyz jogava com agentes duelistas, e foi muito aclamado pela torcida como o jogador ideal para ocupar a posição, mas já fazia tempo desde seu último contato em partidas oficias, não se sabia ao certo a eficiência dessa estratégia e o time acreditava ser arriscado mover Tuyz de posição. Ele estava vivendo sua melhor fase como jogador controlador da carreira e a pressão da torcida por resultados positivos era extremamente alta.
Nessa situação, Saadhak se propôs a jogar como duelista, o que fazia sentido, já que ele é um jogador flex. Contudo, o resultado não foi positivo, e a ausência de vitórias seguidas da LOUD culminou na não classificação da organização no VCT 2024: Masters Shanghai e VALORANT Champions 2024.
Em 6 de setembro de 2024, através de suas redes sociais, Saadhak anunciou que estava F/A restricted (aberto a ouvir propostas de outras organizações, mas com multa ativa) e que sua permanência na LOUD era incerta. 

## Impacto
Saadhak é visto como um dos maiores IGLs do mundo Valorant , sendo uma peça fundamental na montagem e liderança de projetos (times). Seu impacto é tão grande que, no final de 2024, ao anunciar sua saída da LOUD, vazamentos apontaram e posteriormente confirmado por ele em suas redes sociais 3 das 4 regiões do mundo: Américas, EMEA e Pacífico times apresentaram propostas para o capitão ainda em contrato da LOUD, sendo a China a única região não interessada devido à dificuldade linguística.